# Јелена Јанићијевић
Јелена Јанићијевић (рођена 7. марта 1985), српска боксерка која је освојила бронзану медаљу на Европском првенству 2022.

## Биографија
Јелена је рођена у Београду 7. марта 1985. Студирала је и докторирала енглески језик, професионално се бави информационим технологијама. Аматерски је почела да се бави боксом од 2018. године. Прву борбу имала је 3. новембра 2018.
Октобра 2022. на Европском првенству у Будви, у категорији до 66 кг, у четвртфиналу победила је Шахру Алихвердијеву из Азербејџана техничким нокаутом и пласирала се у полуфинале. У полуфиналу је изгубила на поене, али је свеједно освојила бронзану медаљу у лакој категорији.